# Финансовая система России
Финансовая система РФ — совокупность различных сфер и норм финансовых отношений, каждая из которых характеризуется особенностями в формировании и использовании фондов денежных средств, различной ролью в общественном воспроизводстве.

## Общая характеристика
Финансовая система  РФ включает в себя:
- Государственную бюджетную систему;
- Внебюджетные специальные фонды;
- Государственный и банковский кредит (все вышеозначенные институты относят к централизованным финансам, которые используются для регулирования экономики и социальных отношений на макроуровне);
- Фонды страхования (имущественного и личного);
- Финансы хозяйствующих субъектов и отраслей, относящиеся к децентрализованным финансам, которые используются для регулирования и стимулирования экономики и социальных отношений на микроуровне.

Возглавляет систему финансовых органов РФ Министерство финансов РФ, которое является исполнительным органом, обеспечивающим проведение единой финансовой, бюджетной, налоговой и валютной политики и осуществляющим общее руководство организацией финансов в РФ. Функции финансовой деятельности выполняют также органы государственного управления РФ и субъектов РФ. При этом существует система органов, специально созданная для управления финансами и осуществления контроля в данной сфере, — это система финансово-кредитных органов (в нее входят Министерство финансов РФ и финансовые органы субъектов РФ).
Центральный банк РФ является мегарегулятором финансового рынка, в том числе осуществляет государственное руководство в области банковской деятельности, фондового рынка и других финансовых институтов.
Федеральное казначейство контролирует проведение бюджетной политики в целом.
Федеральная налоговая служба Российской Федерации входит в систему центральных органов государственного управления.
Федеральная таможенная служба Российской Федерации контролирует трансграничную торговлю и осуществляет таможенные сборы в государственный бюджет.
Счетная палата Российской Федерации является органом финансового контроля за своевременным исполнением всех статей федерального бюджета.

## Предпосылки появления
Начало формирования современной российской финансовой системы связано с постепенным переходом СССР, чья финансовая длительное время существовала в опоре на принципы плановой экономики, к рынку. До конца 1991 года финансовая система РСФСР была составной частью финансовой системы СССР. После подписания соглашения о расторжении союзного договора, финансовая система РСФСР обрела самостоятельность, унаследовав те её элементы и институты, в том числе общесоюзные, которые находились на её территории, однако первые шаги по выделению финансовой системы России в самостоятельную от финансовой системы СССР российское руководство предприняло ранее.
До 1986 года банковская система СССР включала 4 компонента — Госбанк, Стройбанк, Внешторгбанк и Гострудсберкассы. Перестроечные реформы затронули и банковскую систему. В июне 1987 года состоялся Пленум ЦК КПСС, который принял решение о её совершенствовании. В июле 1987 года ЦК КПСС и Совет Министров СССР приняли Постановление №821 «О совершенствовании системы банков в стране и усилении их воздействия на повышение эффективности экономики».
Данным постановлением была создана система специализированных банков в следующем составе:
- Государственный банк СССР (Госбанк СССР);
- Банк внешнеэкономической деятельности СССР (Внешэкономбанк СССР);
- Промышленно-строительный банк СССР (Промстройбанк СССР);
- Агропромышленный банк СССР (Агропромбанк СССР);
- Банк жилищно-коммунального хозяйства и социального развития СССР (Жилсоцбанк СССР);
- Банк трудовых сбережений и кредитования населения СССР (Сберегательный банк СССР).

Создание банков на коммерческой основе было разрешено Законом «О кооперации в СССР», принятым 26 мая 1988 года. Устав кооперативного банка должен быть зарегистрирован в Государственном банке СССР. В конце лета 1988 года началось возрождение коммерческой банковской деятельности.
В августе 1988 года в Ленинграде был зарегистрирован первый российский кооперативный коммерческий банк — Кооперативный банк «Патент» (ныне — ЗАО «Коммерческий акционерный банк „Викинг“»). После этого на территории РСФСР массово начали появляться другие коммерческие банки, некоторые из которых функционируют и в настоящее время, например, Автовазбанк, «Автобанк» (ныне ОАО «Уралсиб»), ОАО «Московский акционерный Банк „Темпбанк“», ОАО «АКБ „Инвестбанк“» (лицензия ныне отозвана от 13.12.2013) и др. К 1988 году на территории РСФСР было зарегистрировано 25 банков.
13 июля 1990 года было принято постановление Верховного Совета РСФСР «О Государственном банке РСФСР и банках на территории республики». оно предусматривало, что Российский республиканский банк Госбанка СССР преобразуется в Государственный банк РСФСР, подотчётный Верховному Совету РСФСР, а региональные учреждения государственных специализированных банков (Промстройбанка,  Жилсоцбанка, Агропромбанка) до 1 января 1991 года должны были быть преобразованы в коммерческие банки на акционерной или паевой основе. Например, банк «Возрождение» был создан на базе Московского областного управления Агропромбанка, его акционерами стали многие его клиенты.
В связи с этим во второй половине 1990 года количество банков в РСФСР возросло в несколько раз. В итоге на 1 января 1992 года число банков в Российской Федерации составляло 1360.
Начиная с 1989 года работала валютная биржа Госбанка (на которой с 1989 года проводились рублёво-долларовые валютные аукционы Внешэкономбанка.
Развитие частных институтов финансового рынка началось на поздней стадии Перестройки. Так, в начале 1990 года в Москве организуются первые биржи — «Алиса», Московская товарно-сырьевая (МТСБ), впоследствии переименованная в Российскую товарно-сырьевую биржу (РТСБ) и Московская товарная биржа (МТБ) — на которые тогда приходилось до половины всего оптового биржевого оборота России.

## История развития
- 25 декабря 1990 года — принятие Постановления Совета Министров РСФСР № 601 от 25 декабря 1990 г. «Об утверждении Положения об акционерных обществах».
- февраль 1992 года — в Москве открыт первый фондовый магазин «Антарес»[12].
- Февраль 1992 года  —  принят закон «О товарных биржах и биржевой торговле», после чего стало быстро расти число зарегистрированных в России бирж. Их количество превысило общее число действующих бирж в остальном мире.
- март 1992 года — появление АОЗТ «Московская межбанковская валютная биржа» (ММВБ), учредителями которой стали Центральный Банк РФ, правительство Москвы, АРБ и также целый ряд частных банков. В этом же году ММВБ выигрывает тендер на право создания полноценной биржевой инфраструктуры для государственных ценных бумаг и начинает подготовку к ведению торгов по государственным краткосрочным обязательствам (ГКО).
- В соответствии с Распоряжением Президента Российской Федерации № 163-рп от 09 марта 1993 г. «О Комиссии по ценным бумагам и фондовым биржам при Президенте Российской Федерации» была образована Комиссия по ценным бумагам и фондовым биржам при Президенте РФ.
- летом 1995 года начались торги в электронном режиме на классическом рынке акций, названном «Российская торговая система» (РТС).
- Основные функции и полномочия ФКЦБ России были определены Федеральным законом от 22 апреля 1996 года № 39-ФЗ «О рынке ценных бумаг».
- Указом Президента Российской Федерации от 1 июля 1996 года № 1009 «О Федеральной комиссии по рынку ценных бумаг» комиссия была преобразована в Федеральную комиссию по рынку ценных бумаг.
- 1996—1997 годы — начало торговли негосударственными ценными бумагами на биржах Москвы. Федеральная комиссия по рынку ценных бумаг (ФКЦБ) начала лицензировать организацию торгов по ценным бумагам. К торгам подключались региональные валютно-фондовые биржи (Самара, Ростов-на-Дону, Санкт-Петербург, Нижний Новгород, Екатеринбург). На декабрь 1997 года на ММВБ обращались 50 видов акций 33-х корпоративных эмитентов и 100 облигаций 40 субъектов РФ.
- август 1998 года — финансово-банковский кризис. После 17 августа средние дневные обороты рынка упали в несколько раз.
- 1999 год — рынок акций снова начал активно расти, быстро развивался и рынок корпоративных облигаций. Российские акции в 1999 г. были самыми быстрорастущими в мире. Одна из причин успеха — внедрение биржами листинга ценных бумаг, что означало наличие определённых гарантий качества финансовых инструментов.
- 2000 год — начало размещений на ММВБ облигаций ряда крупных российских банков и финансовых компаний (Внешторгбанк, Гута-банк, Кредит Свисс Ферст Бостон Капитал и др.). ММВБ внедрила интернет-трейдинг.
- 2001 год — возможность заключать и исполнять сделки РЕПО с корпоративными ценными бумагами.
- 2002 год — начало торгов по облигациям внешних облигационных займов РФ (еврооблигациям).
- С 13 марта 2004 года ФКЦБ России упразднена Указом Президента РФ от 09 марта 2004 № 314 «О системе и структуре Федеральных органов исполнительной власти» с передачей всех полномочий Федеральной службе по финансовым рынкам[13].
- 2004 год — общий оборот сделок на фондовой секции ММВБ достиг $142 млрд. Был создан институт биржевых специалистов, призванный развивать ликвидность по акциям «второго эшелона».
- 2006 год — общий объём торгов на фондовом рынке составил более $500 млрд.
- 2007 год — общий объём торгов на фондовом рынке составил более $1,1 трлн.
- 2008 год — суммарный объём торгов на всех рынках группы ММВБ составил $5,8 трлн[14].
- 2 июля 2010 года принят и с января 2011 начал действовать Федеральный Закон  № 151-ФЗ «О микрофинансовой деятельности и микрофинансовых организациях», регулирующий деятельность МФО в России
- 4 марта 2011 года к ФСФР России была присоединена Федеральная служба страхового надзора[15].
- В конце 2011 года произошло присоединение к ММВБ биржи РТС (Российской торговой системы), в результате чего была образована крупнейшая в России биржа - ОАО «Московская биржа ММВБ-РТС»[16].
- 1 сентября 2013 года ФСФР упразднена и её функции переданы в ведение Банка России в соответствии с указом Президента РФ от 25.07.2013 № 645[17][18]. Тем самым началась реформа по преобразованию ЦБ РФ в мегарегулятора финансового рынка.
- С 1 января 2014 года российское законодательство не предусматривает деления бирж на валютные, товарные и фондовые; для обозначения всех вышеперечисленных видов используется термин «биржа» (п.6 ст. 29 Федерального закона от 21.11.2011 N 325-ФЗ (ред. от 21.12.2013) «Об организованных торгах»), а их деятельность регулируется Федеральным законом «Об организованных торгах».
- 3 марта 2014 года Служба Банка России по финансовым рынкам (СБРФР) упразднена[19]. Полномочия, ранее осуществляемые СБРФР по регулированию, контролю и надзору в сфере финансовых рынков, переданы Банку России.
- С начала 2019 года Центробанк России ввел ряд ограничений в сфере микрофинансирования[20]:
  - с 28 января кредиторы не могут требовать с заемщика больше 2,5 размера займа, а ежедневная процентная ставка ограничена 1,5 %
  - с 1 июля 2019 максимальная ежедневная процентная ставка составляет 1 % (365 % годовых), а максимальный размер выплат, которые кредиторы могут потребовать с заемщика, ограничивается до двукратного от суммы кредита (включая проценты, штрафы и другие платежи, относящихся к кредиту).
  - с 2020 года нельзя будет потребовать с клиента больше полуторакратного размера займа.
- 02.08.2019 принят ФЗ № 259-ФЗ «О привлечении инвестиций с использованием инвестиционных платформ и о внесении изменений в отдельные законодательные акты Российской Федерации», регулирующий деятельность инвестиционных платформ.
- С 1 января 2020 года[21] законодательно урегулирован оборот утилитарных цифровых прав в России. Это сделано Федеральным Законом «О привлечении инвестиций с использованием инвестиционных платформ и о внесении изменений в отдельные законодательные акты Российской Федерации» № 259-ФЗ.
- 2021 год —  в законодательство России было внесено понятие о цифровых финансовых активах[22].
- 2022 год —  были зарегистрированы первые операторы ЦФА[23], были проведены первые размещения ЦФА[24].

## Современное состояние

### Государственный и муниципальный сектор
Государство, на разных уровнях, активно участвует в российской экономике в качестве одного из игроков финансового сектора, предоставляющего участникам рынка инвестиции и субсидии. Эта деятельность осуществляется как на федеральном, так и на региональном уровнях. Для её обеспечения, как правило, создаются специализированные инвестиционные структуры, в том числе так называемые "институты развития", структуры поддержки предпринимательства. Также, в России в проектно-инвестиционной деятельности участвует ряд международных институтов развития, преимущественно относящихся к структурам еврзийской интеграции. Участие ряда аналогичных институтов развития, связанных с западными странами, в настоящее время заморожено.
Среди указанных институтов развития можно назвать ряд наиболее крупных, действующих на федеральном уровне и работающих с бизнесом:
- ВЭБ РФ
- Российский фонд прямых инвестиций

Также, государство осуществляет финансовое воздействие на рынок недвижимости через специализированный институт развития Дом.РФ.  Эта структура одновременно работает и с застройщиками и с частными лицами, структуру, субсидируя последним льготную ипотеку.
Ранее существовал, также, ряд иных государственных инвестиционных фондов и структур развития, работавших с различным уровнем эффективности.
Фонд национального благосостояния России имеет другую природу, официальная задача, которую он выполняет - стабилизация механизма пенсионного обеспечения граждан Российской Федерации на длительную перспективу. ФНБ так же, как и упомянутые структуры развития, осуществляет инвестиции. При этом часть инвестиций ФНБ может быть направлена в проекты структур развития, в частности РФПИ.

#### Участие в международных структурах
Российская Федерация прямо или косвенно участвует в следующих международных структурах, связанных с финансовыми рынками:
- Международный Валютный Фонд (входит с 1 июня 1992 года)[26].
- Организации группы Всемирного банка: 
  - Международный банк реконструкции и развития (входит с 16 июня 1992 года[27]).
  - Международная ассоциация развития (партнёр с 1997 года)[28].
  - Международная финансовая корпорация (акционер с декабря 1992 года)[29].
  - Многостороннее агентство по гарантиям инвестиций (член с 29 декабря 1992 года)[30].

Среди других международных финансовых организаций, в деятельности которых принимает участие Россия, можно назвать следующие:
- Новый банк развития БРИКС
- Евразийский банк развития
- Межгосударственный банк СНГ

### Финансовый рынок
Российский финансовый рынок включает в себя банковскую систему, сектор торговли ценными бумагами, сектора страхового и пенсионного обеспечения, сектор торговли драгоценными металлами и ряд других более специализированных сегментов.
ЦБ РФ выступает в качестве мегарегулятора финансового рынка.

#### Банковская система
Банки в России входят в двухуровневую систему, верхний уровень которой представлен Центральным банком Российской Федерации, а нижний — кредитными организациями РФ (банки и небанковские кредитные организации) и представительствами иностранных банков. Банковская деятельность является лицензируемым видом деятельности.
По состоянию на 1квартал 2023 года, в России действовали 327 кредитных организаций. 13 банков были признаны ЦБ РФ системно значимыми.
По данным Центробанка РФ, прибыль в банковском РФ за первое полугодие 2023 года достигла 1,7 трлн рублей. В связи с этим, прогнозная годовая прибыль банковского сектора за 2023 год оценивается в районе или выше рекордного показателя 2021 года, который составлял 2,4 трлн рублей. Балансовый капитал вырос до 12,8 трлн рублей.  

#### Платёжные системы и электронные деньги
В России функционирует ряд российских и международных платёжных систем. В соответствии с Федеральным законом Российской Федерации от 27 июня 2011 года № 161-ФЗ «О национальной платёжной системе».Банк России ведёт реeстр оперaторов платёжных систeм, включающий список их операторов и дополнительные сведения о них. После 1 января 2013 года платёжные системы не имеют права работать в России, если их операторы не включены в реестр. Зарегистрированные в реестре платёжные системы обязаны выполнять установленные Банком России нормативы и условия обслуживания клиентов.
Среди находящихся в реестре платёжных систем часть обеспечивает переводы со счёта на счёт, часть - переводы без открытия банковского счёта, некоторые - обработку карточных платежей. Некоторые системы совмещают различные функции.
По состоянию на 01.03.2022, в реестре имеется 52 записи об операторах платёжных систем, из которых действующих (не исключённых) — 27. Реестр не содержит записи о платёжной системе «Мир» и её операторе НСПК, так как они созданы в силу законодательства России. Из 25 действующих систем 12 имеют статус национально значимых, и две - дополнительные статусы. Платёжная система НРД обозначена ЦБ как системно значимая, платёжная система Сбербанка - как социально значимая.
На основании того же закона ЦБ РФ ведёт и Перечень операторов электронных денежных средств (ЭДС). Большинство из присутствующих в этом списке банковских структур не обладают широкой известностью в качестве операторов электронных денег. Выпускаемые ими электронные деньги обеспечивают работу специализированных проектов. В то же время, в списке присутствуют банковские структуры, являющиемся операторами таких популярных систем электронных денег как ЮMoney, Qiwi, а также небанковская кредитная организация, являющаяся российским оператором системы PayPal. C 21 февраля 2024 года лицензия опорного для Qiwi банка была отозвана ЦБ РФ. После этого и в связи с тем, что PayPal 5 марта 2022 года приостановил работу в России, на российском рынке осталась работать только одна массовая система электронных денег — ЮMoney.
Российская часть расчётной системы WebMoney не зарегистрирована ни в одном из реестров, так как её владелец заявляет, что c юридической точки зрения титульные знаки Webmoney не являются электронными деньгами, а их оборот — платежами.

#### Микрофинансовые организации и ломбарды
Начиная с марта 2016 года, в России действуют два вида микрофинансовых организаций — более крупные МФК (микрофинансовые компании) и более мелкие МКК (микрокредитные компании).
Реформа 2015—2017 годов привела к постепенному падению численности МФО и концентрации их капитала. Так, по состоянию на 31 марта 2015 года численность официально действующих МФО составляла 3897 единиц, по состоянию 1 июля 2017 года — 2230.
Доля крупнейших МФО (топ-100) в общем портфеле займов МФО выросла за этот же период выросла с 64,6 % до 80,2 %.
По состоянию на начало 2022 года в России работали 37 МФК и 1230 МКК. Общая доля  МФК в совокупных активах МФО составляла 46 % (на начало 2021 года — 37,3 %, на начало 2020 года — 41,7 %).
По состоянию на 1 ноября 2022 года в реестре ЦБ присутствовали 2231 ломбардов. По состоянию на 15 февраля 2023 года в нём оставалось 1950 организаций. В то же время общий портфель займов у ломбардов за это время вырос.
Рынок российских ломбардов можно сегментировать следующим образом:
- присутствующие не менее чем в пяти регионах сетевые ломбарды, специализирующиеся на предоставлении кредитов под залог золотых изделий. По состоянию на конец 2022 года, эта группа ломбардов держала около 40 % совокупного портфеля займов;
- региональные ломбарды. Эти учреждения работают на местном рынке. Как правило, они принимают в качестве залога изделия из золота и иные ценные вещи: часы, дорогую бытовую технику и т.д. По состоянию на конец 2022 года, эта группа ломбардов держала около 58% совокупного портфеля займов;
- автоломбарды, в основном,  работают в Москве и Санкт-Петербурге.  По состоянию на конец 2022 года, эта группа ломбардов держала около 2% совокупного портфеля займов[41].

#### Пенсионные фонды
Сегмент пенсионного обеспечения на российском финансовом рынке можно охарактеризовать как максимально контролируемый государством. Доминирующую долю операций по выплатам пенсий на нём занимает выплачивающий государственные пенсии Фонд пенсионного и социального страхования Российской Федерации, образованный путём реорганизации Пенсионного фонда Российской Федерации с одновременным присоединением к нему Фонда социального страхования Российской Федерации.
Число НПФ длительное время медленно уменьшается. На конец 2023 марта на российском рынке присутствовало 38 Негосударственных Пенсионных Фондов – из них 27 фондов работали с системой Обязательного Пенсионного Страхования (ОПС), 36 фондов – с негосударственным пенсионным обеспечением.

#### Страховой рынок
По состоянию 7 сентября 2022 года ЦБ РФ заявлял, что в России работают 144 страховые компании.
Крупнейшими из них по объёму собранных страховых премий в этом же году являются СОГАЗ, Сбербанк страхование жизни, Ингосстрах, АльфаСтрахование, РЕСО-Гарантия, АльфаСтрахование-Жизнь.
Кроме страховых компаний, участниками страхового рынка России являлись перестраховочные компании, объединения взаимного страхования и страховые брокеры.

#### Актуарии
Актуарий, в соответствии с Федеральным законом от 2 ноября 2013 года № 293-ФЗ «Об актуарной деятельности в Российской Федерации», — это физическое лицо, осуществляющее на профессиональной основе в соответствии с трудовым договором или гражданско-правовым договором актуарную деятельность и являющееся членом саморегулируемой организации актуариев. При этом Закон отдельно выделяет понятие «ответственный актуарий» — это актуарий, сведения о котором внесены уполномоченным органом в единый реестр ответственных актуариев, который имеет право осуществлять в соответствии с трудовым договором или гражданско-правовым договором подготовку актуарного заключения для направления его в уполномоченный орган и несет ответственность за обоснованность содержащихся в таком заключении выводов в соответствии с законодательством Российской Федерации.
По состоянию на 2021 год, в России существовали 2 СРО актуариев с примерно одинаковой численностью членов, в сумме составляющей около 300 человек.

#### Фондовый рынок
В феврале 1992 года в России был принят закон «О товарных биржах и биржевой торговле», после чего стали появляться и биржи, число которых росло очень быстро — зарегистрированных в России бирж было больше общего числа действующих бирж в остальном мире.
С 1 января 2014 года российское законодательство не предусматривает деления бирж на валютные, товарные и фондовые; для обозначения всех вышеперечисленных видов используется термин «биржа» (п. 6 ст. 29 Федерального закона от 21 ноября 2011 года № 325-ФЗ «Об организованных торгах»), а их деятельность регулируется Федеральным законом «Об организованных торгах» и иными нормативными актами.
Государство обязывает некоторых производителей продавать на бирже часть продукции. Например, согласно совместному приказу ФАС и Минэнерго России, крупнейшие нефтяные компании обязаны продавать на бирже не менее 10 % выпущенного бензина и авиакеросина и 5 % дизельного топлива, причём правительство упорядочило выполнение вменённых обязательств специальными постановлениями.
Эмитенты ценных бумаг российского рынка обязаны раскрывать информацию о себе и своей хозяйственной деятельности при посредничестве уполномоченных агентств по раскрытию информации, аккредитацию которых проводит ЦБ РФ.

##### Управляющие компании и инвестиционные фонды
В законодательстве Российской Федерации термин употребляется в следующем значении: управляющая компания — акционерное общество или общество с ограниченной ответственностью, созданное в соответствии с законодательством Российской Федерации и имеющее лицензию Банка России на осуществление деятельности по управлению паевыми инвестиционными фондами (ПИФ) и негосударственными пенсионными фондами в соответствии с федеральным законом «Об инвестиционных фондах» (№ 156-ФЗ от 29 ноября 2001 года).
ЦБ РФ ведёт реестр управляющих компаний паевых инвестиционных фондов и акционерных инвестиционных фондов.
2022 год оказался рекордным для российских ПИФ,рекорды по объёму привлечения средств устанавливались во II и IV кварталах. В IV квартале объём привлечённых средств составил 764,1 млрд рублей. Выросло и число пайщиков закрытых фондов для неквалифицированных инвесторов. Оно увеличилось на 14,5 %, или 16,3 тыс. человек. Количество фондов также продолжило свой рост, по состоянию на конец февраля 2023 года число ПИФ в России составило 2163.

#### Кооперативы в сфере финансового рынка
Частью российского финансового рынка являются кредитные потребительские кооперативы (КПК) — специальные финансовые организации, целью которых является не извлечение прибыли, а организация финансовой взаимопомощи путём предоставления займа членам кооператива.  КПК являются аналогом существовавших в советское время касс взаимопомощи. В современной России движение кредитных кооперативов началось с 1990ых годов. Тогда же и началась самоорганизация рынка - первые общероссийские отраслеовые объединения начали создаваться в период 1994—1997 годах или ранее.
Число кредитных кооперативов в России, в настоящее время, постепенно снижается. Так, по сведениям ЦБ РФ, в период с 30 июня 2018 года по 30 июня 2021 года их число сократилось с 2476 до 1937. Однако, ещё на 2018 год общее число пайщиков таких организаций было весьма велико. Оценка числа членов российских кредитных кооперативов колебалась в диапазоне от 1 до 2,5 млн. человек.

#### Инвестиционные платформы и операторы ЦФА
Инвестиционные платформы и операторы ЦФА — относительно новые участники финансового рынка, появившиеся в России как результат развития цифровой экономики в период с 2019 по 2022 год.
По состоянию на 14 апреля 2023 года в ведущихся ЦБ РФ списках операторов ЦФА и операторов обмена ЦФА присутсовало 5 компаний, каждая из которых обладала обоими статусами. Объём эмиссии ЦФА на тот же период составлял, ориентировочно, 2 млрд рублей.
К августу 2023 года общий объём размещений на инвестиционных платформах превысил 20,4 млрд рублей, а их число в реестре ЦБ увеличилось в полтора раза по сравнению с началом 2022 года.

#### Бюро кредитных историй
В России действует двухуровневая система хранения кредитных историй.
На верхнем уровне находится ЦККИ — государственный Центральный Каталог Кредитных Историй (ЦККИ), который сам, напрямую, не выполняет роли БКИ, но хранит сведения о том, в каких БКИ хранится кредитная история конкретного заёмщика. Для идентификации заёмщика используется уникальный код субъекта кредитной истории, формируемый по факту обращения в БКИ или кредитную организацию.
По состоянию на 27 мая 2022 года в России в реестре, ведущемся ЦБ зарегистрировано 7 бюро кредитных историй.
С января 2021 года в России появились особые бюро кредитных историй — квалифицированные БКИ. В квалифицированном БКИ доступна информация о величине среднемесячного платежа заемщика, необходимая для расчета показателя его долговой нагрузки.

### Параметры
В декабре 2023 года президент России Владимир Путин, сообщил, что дефицит федерального бюджета за 11 месяцев 2023 соответствует примерно 0,5% ВВП, а профицит консолидированного бюджета страны — 837 млрд рублей.